# Mobiler Landfunkdienst über Satelliten

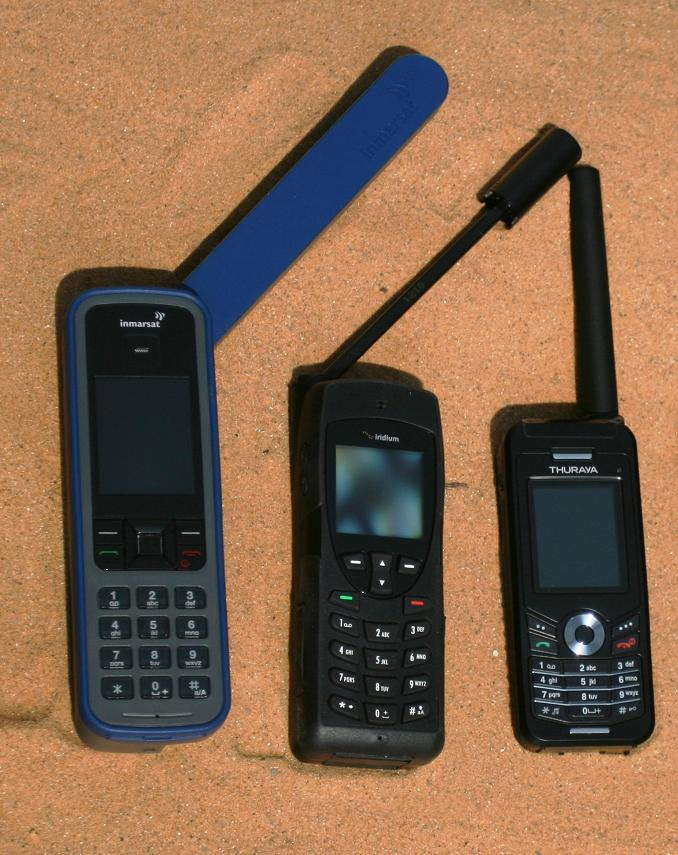
Satelliten-Mobiltelefone

Der mobile Landfunkdienst über Satelliten, früher auch beweglicher Landfunkdienst über Satelliten (englisch land mobile-satellite service) ist entsprechend der Definition der Vollzugsordnung für den Funkdienst (VO Funk) der Internationalen Fernmeldeunion (ITU) ein Mobilfunkdienst über Satelliten, bei dem die mobile Erdfunkstelle sich an Land befindet.

## Einteilung
Die VO Funk kategorisiert diesen Funkdienst wie folgt:
- Mobilfunkdienst über Satelliten (Artikel 1.25)
- Mobiler Landfunkdienst (Artikel 1.26)
  - Mobiler Landfunkdienst über Satelliten (Artikel 1.27)